# Supercopa da Itália de 2003
A Supercopa da Itália de 2003 (ou Supercoppa Italiana 2003) foi a 16ª edição da competição que, para muitos, abre a temporada do futebol italiano. Assim como em todas as edições, a Supercopa da Itália foi disputada em partida única com a campeã do Campeonato Italiano (Juventus) e o campeão da Copa da Itália (Milan), ambos na temporada 2002–03.
A partida ocorreu fora da Itália pela terceira vez, sendo realizada no Giants Stadium de East Rutherford (Nova Jérsia).

## Final
Partida única
| 3 de agosto de 2003 | Juventus         | 1–1 (pro) | Milan               | Giants Stadium, East Rutherford (Nova Jérsei) |
| 21h                 | Trezeguet 105+3' | report    | 105+2' (rig.) Pirlo | Público: 54 128 Árbitro: Pierluigi Collina    |

|                                                 |     | Penalidades                  |  |
| Di Vaio Trezeguet Birindelli Camoranesi Ferrara | 5–3 | Pirlo Serginho Brocchi Nesta |  |

## Campeão
| Supercopa da Itália de 2003 |
| --------------------------- |
| Juventus (4º título)        |